# 禁鍼穴
禁鍼穴（きんしんけつ）とは、鍼をさしてはいけない経穴のことである。
どの経穴を禁鍼穴とするかについては諸説ある。
鍼灸大成には、禁鍼穴を歌にした　【禁鍼穴歌】の記載があり、以下の経穴が禁鍼穴として挙げられている。
なお、現在使われている経穴名に変換してある。
```
脳戸、顖会、神庭、絡却、玉枕、角孫、顱息、承泣、承霊、神道、
霊台
、
膻中
、水分、神闕、会陰、横骨、気衝、

手五里
、
箕門
、
承筋
、青霊、乳中、三陽絡、
合谷
、
三陰交
、石門、雲門、
鳩尾
、缺盆、客主人、肩井
```